# Tarako

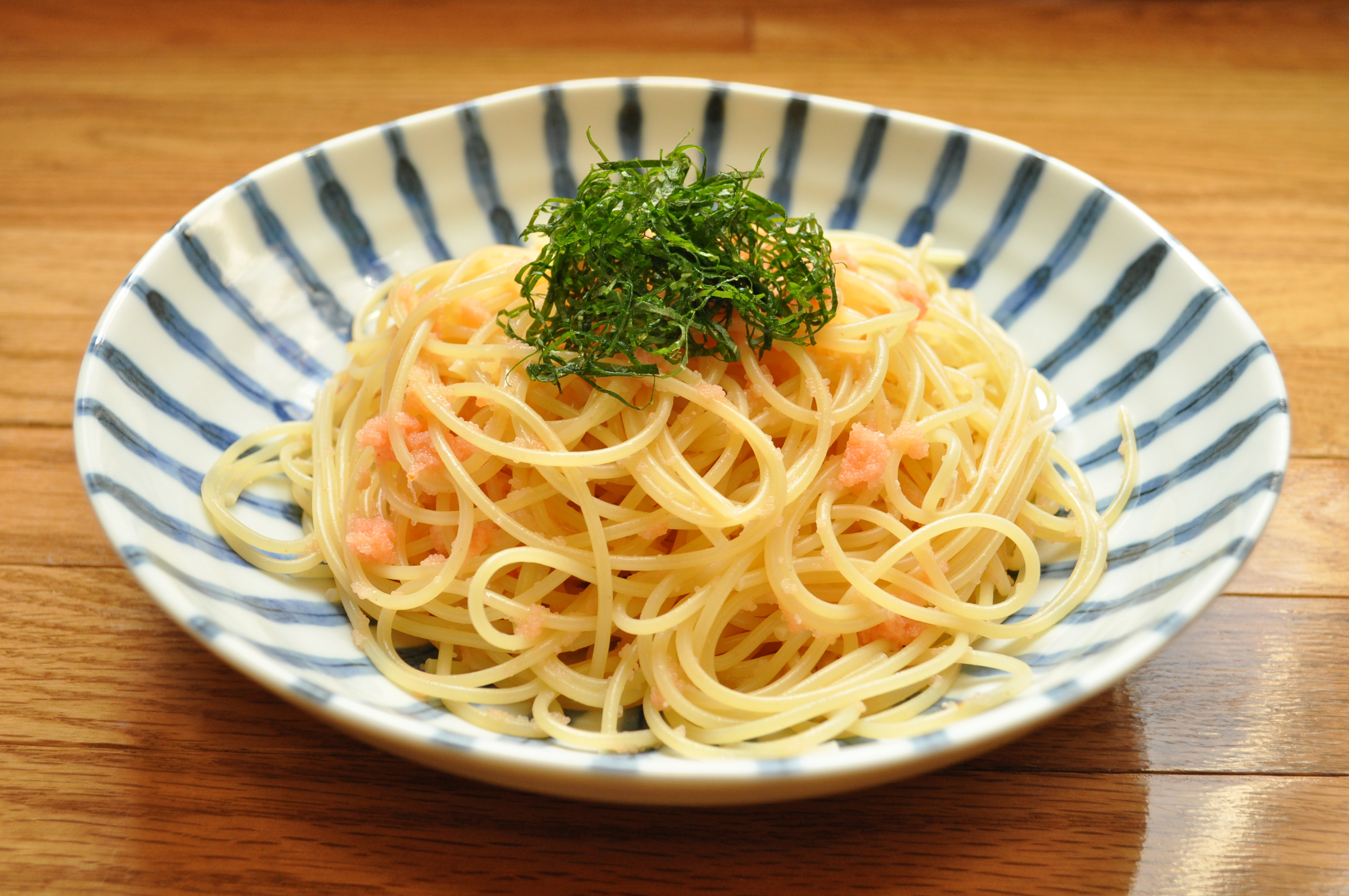
Tarako spaghetti

Il tarako (鱈子?) è un condimento tipico della cucina giapponese, costituito da uova di pollack d'Alaska marinate. Celebri erano gli spot pubblicitari con dei Kewpie a sostenere il prodotto. La traduzione dal giapponese è "bimbi di merluzzo", che non ha nulla a che fare con il pollack d'Alaska.

## Preparazione
Il tarako si trova in qualsiasi pescheria o supermercato giapponese e si mangia per tradizione crudo con il riso cotto al vapore. Viene servito e preparato in vari modi, a volte per la colazione altre volte come salsa per condire gli spaghetti, assieme ad alghe nori, burro, salsa di soia ed altri eventuali ingredienti a piacere. Si trova anche come farcitura per gli onigiri.

## Varianti
Nel Kyūshū, dove la locale cucina risente dell'influenza della vicina e piccante cucina coreana, viene servito con fiocchi di peperoncino rosso. Una variante più costosa, piccante e raffinata del tarako è il mentaiko, ottenuto marinando le uova del più pregiato pollack.